# Fullblod (musikalbum)
Fullblod är Medinas andra album. Albumet utgavs 2005.

## Spårlista
| Spår | Låt Titel                  | Producent/er           | Medverkande Gäst/er | Tid   |
| ---- | -------------------------- | ---------------------- | ------------------- | ----- |
| 1    | Intro                      | Al Azif                |                     | 01:59 |
| 2    | Efter Igår                 | Sebbe                  |                     | 03:22 |
| 3    | Magdansös                  | Ken Ring & Rune Rotter |                     | 03:03 |
| 4    | Min Stad                   | Sam-E & Rodrigo        |                     | 04:40 |
| 5    | Vart Du Än E               | Sam-E                  |                     | 05:10 |
| 6    | Zid Emchi (Fortsätt Gå)    | Sam-E & Alibi          |                     | 03:43 |
| 7    | M-E-D-I-N-A                | Sam-E & Alibi          |                     | 03:54 |
| 8    | Resturant Medina (Skit)    | Sam-E & Alibi          |                     | 00:57 |
| 9    | Ja E Så Full               | Sam-E & Alibi          |                     | 04:49 |
| 10   | Chillnani                  | Sam-E & Alibi          |                     | 04:09 |
| 11   | Dunka Dunka                | Sam-E & Alibi          |                     | 03:29 |
| 12   | Ajjust (Skit)              | Sam-E & Alibi          |                     | 01:11 |
| 13   | Vi Rör Oss                 | Sam-E & Alibi          |                     | 04:45 |
| 14   | Förbjuden Frukt            | Sam-E & Alibi          |                     | 03:48 |
| 15   | El Lila                    | Sam-E & Alibi          |                     | 03:53 |
| 16   | Som D Aldrig Fanns Nån Där | Sam-E & Alibi          |                     | 05:11 |
| 17   | Ey Du (Bonus Track)        | Sam-E & Alibi          |                     | 03:26 |